# Trofeo Virgen del Carmen de Luanco
La Bandera de Gozón es una competición de remo (traineras) que se ha venido celebrando de forma intermitente desde 1985 en Luanco (Gozón, Asturias).

## Historia
Se celebraba  como parte de las fiestas de la Virgen del Carmen, patrona de los hombres del mar.

## Palmarés
| Edición | Año  | Ganador   | Segundo | Tercero |
| I       | 1985 | Camargo   | --      | --      |
| II      | 1986 | Castropol | Vegadeo | Luanco  |
| III     | 1987 | Castropol | Kaiku   | Luanco  |

- Datos: Q5718556